# ايفكا ستورم
ايفكا ستورم (بالهولندية: Yfke Sturm)‏ (ولدت في 19 نوفمبر 1981) عارضة أزياء هولندية.

## روابط خارجية
- ايفكا ستورم على موقع IMDb (الإنجليزية)
- ايفكا ستورم على موقع دليل عارضات الأزياء (الإنجليزية)